# Ulica Kłodnicka w Katowicach
Ulica Kłodnicka w Katowicach – ulica w Katowicach, położona w środkowo-zachodniej części miasta, na terenie dzielnicy Ligota-Panewniki.
Droga ta, położona w Ligocie, łączy tę część miasta z Brynowem. Wykształciła się ona na początku XX wieku, a zabudowę wzdłuż niej stanowią głównie dwukondygnacyjne wille, zarówno z okresu międzywojennego jak i powojenne. Nazwa ulicy pochodzi od płynącej równolegle do drogi Kłodnicy.

## Przebieg
Ulica Kłodnicka przebiega przez teren katowickiej dzielnicy Ligota-Panewniki na całej swojej długości.
Numeracja budynków wzdłuż ulicy Kłodnickiej zaczyna się od strony wschodniej. Tam też droga krzyżuje się na węźle drogowym z ulicą T. Kościuszki (na skrzyżowaniu z sygnalizacją świetlną obok wiaduktu) i stanowi kontynuację ulicy Rzepakowej, ciągnącej się na terenie dzielnicy Piotrowice-Ochojec.
Na dłuższym odcinku, do skrzyżowania z ulicami Kolejową i Starą Kłodnicką, droga ma prostolinijny przebieg w kierunku zbliżonym do zachodniego. Krzyżuje się ona z południowej strony kolejno z ulicami: J. Kiepury. K. Opalińskiego. B. Mierzejewskiego (dwukrotnie), Z. Cybulskiego, T. Kalinowskiego, T. Saloniego, S. Stoińskiego (dwukrotnie) i A. Rzeszótki, a z północnej strony z ulicą Starą Kłodnicką. Za skrzyżowaniem po raz kolejny z ulicą Starą Kłodnicką i z ulicą Kolejową droga zmienia swój kierunek na południowo-zachodni i zaraz za zakrętem przebiega ona pod wiaduktem linii kolejowej nr 139.
Ulica kończy swój bieg za wiaduktem kolejowym na skrzyżowaniu z ulicą Franciszkańską.

## Charakterystyka
Ulica Kłodnicka to droga powiatowa nr 6449S o klasie drogi lokalnej (L). Jej długość wynosi 1 160 m, a szerokość jezdni 8,6 m. Droga posiada nawierzchnię bitumiczną. W systemie TERYT ulica widnieje pod numerem 08619. Kod pocztowy dla adresów przy ulicy Kłodnickiej 1–47 po stronie nieparzystej to 40-703, dla numerów 2–50 po stronie parzystej to 40-702, dla numerów od 49 do końca po stronie nieparzystej to 40-705, natomiast dla numerów od 52 do końca po stronie parzystej to 40-704. Ulica Kłodnicka jest w administracji Miejskiego Zarządu Ulic i Mostów w Katowicach.
Na skrzyżowaniu ulicy Kłodnickiej z ulicami T. Kościuszki i Rzepakową znajduje się dziewięciowlotowa sygnalizacja świetlna akomodacyjna.
Ulicą kursują autobusy miejskiego transportu zbiorowego Zarządu Transportu Metropolitalnego (ZTM) na całej swojej długości. Przy ulicy funkcjonują następujące przystanki: Ligota Kłodnicka (jedno stanowisko w kierunku zachodnim; na wysokości nr. 82-84), Ligota Rzeszótki (jedno stanowisko w kierunku wschodnim; na wysokości nr. 70), Ligota Kiepury (jedno stanowisko w kierunku wschodnim; na wysokości nr. 23) i Brynów Kościuszki (jedno stanowisko w kierunku zachodnim; przy zjeździe z ulicy T. Kościuszki. Zatrzymują się tam autobusy łączące tę część miasta z zachodnimi i śródmiejskimi dzielnicami Katowic, a także z Rudą Śląską.
Wzdłuż krótkiego końcowego odcinka ulicy Kłodnickiej pod wiaduktem kolejowym przebiega czerwony szlak turystyczny – Szlak Bohaterów Wieży Spadochronowej (41 km) Katowice – Chudów.
Ulica Kłodnicka stanowi główną oś urbanistyczną wschodniej części Ligoty, od której odgałęziają się krótkie uliczki w kierunku południowym. Jest to także jedna z dróg łączących ze sobą bezpośrednio Ligotę z Brynowem. Teren w rejonie ulicy Kłodnickiej rozdzielony jest na prostokątne działki zabudowane w większości współczesnymi dwukondygnacyjnymi domami w ogrodach, a ponadto zachowało się kilka budynków budownictwa mieszkalnego z początków XX wieku oraz funkcjonalistyczne wille z czasów międzywojennych. W zachodniej strefie ulicy położona jest grupa bloków wielorodzinnych.

## Historia
Ulica Kłodnicka została wytyczona we wschodniej części Ligoty. Do połowy XIX wieku rejon na północ od późniejszej ulicy Kłodnickiej, położony na południowym brzegu Kłodnicy zajmowały stosunkowo niewielkie pasy pól. Do końca XIX wieku wykarczowano północne fragmenty lasów w obrębie późniejszej ulicy Kłodnickiej, na których zakładano nowe pola.
Drogi w śladzie późniejszej ulicy Kłodnickiej nie ma jeszcze na mapach wydanych w 1883 i 1902 roku, natomiast już 12 stycznia 1852 roku została oddana do użytku linia kolejowa łącząca Katowice z Ligotą (późniejsza linia kolejowa nr 139). Na początku XX wieku rozbudowano stację kolejową w Ligocie, a projekt jej kompleksowej modernizacji prócz powstania torów stacyjnych, budowy parowozowni, wieży ciśnień czy magazynów przewidywał także budowę nowego wiaduktu o rozpiętości 5 m dla sześciu torów nad nową wówczas szosą łączącą Panewniki z Brynowem – późniejszą ulicą Kłodnicką. Wszelkie prace przy rozbudowie stacji odebrano 5 grudnia 1908 roku bądź też trwały one w latach 1909–1914.
Pod nowo zbudowanym wiaduktem ciągnęła się droga do Brynowa równolegle do biegu Kłodnicy, a jej śladem biegnie współcześnie ulica Stara Kłodnicka i wschodni odcinek ulicy Kłodnickiej. Wzdłuż tej drogi powstały ceglane budynki wiejskie, w tym przy późniejszej ulicy Starej Kłodnickiej 7 i 9. Około 1909 roku przy ówczesnym przebiegu ulicy Kłodnickiej znajdowało się 11 nieruchomości, a do lat 20. XX wieku wzniesiono także kilka obiektów willowych.
W 1916 roku ulicy nadano nazwę Klodnitzstrasse, a po 1920 roku drogę przemianowano na ulicę Kłodnicką. W 1924 roku teren Ligoty, a w tym i ulicę Kłodnicką, włączono w granicę Katowic.
Rozbudowę zabudowy wzdłuż ulicy Kłodnickiej kontynuowano w latach międzywojennych. W 1936 roku wytyczono zachodni odcinek ulicy Kłodnickiej, którego ślad został zaznaczony został na wydanych w następnych latach mapach.
W międzywojniu przy ulicy Starej Kłodnickiej ulokowana została spółka akcyjna Towarzystwo Robót Inżynierskich, a następnie w tym miejscu znajdował się Zakład Produkcji Kruszyw „Silesit”. Obok działała Fabryka Tłuszczów Technicznych „Wilczek”, którą potem przekształcono w fabrykę farb mineralnych Walentego Jerzykiewicza. Przy ulicy Starej Kłodnickiej działała również w tym czasie wędzarnia ryb Franciszka Czaji, która funkcjonowała do lat 90. XX wieku.
W czasach niemieckiej okupacji przywrócono przedwojenną nazwę ulicy – Klodnitzstrasse, a do nazwy ulica Kłodnicka powrócono w 1945 roku.
Ulica na mapie z lat 1958–1961 zaznaczona została w zachodnim biegu wzdłuż ulicy Starej Kłodnickiej, a we wschodnim wzdłuż obecnej trasy ulicy Kłodnickiej.
Od lata 60. XX wieku w Ligocie trwała rozbudowa zabudowy typu willowego – przeważnie obiektów dwukondygnacyjnych w ogrodach. W rejonie ulicy Kłodnickiej, szczególnie po jej południowej stronie gdzie wytyczono szereg nowych uliczek, niemal cały teren podzielono na prostokątne działki i wypełniono z biegiem czasu zabudową, kontynuując w ten sposób tendencje z lat międzywojennych. Również w tym samym okresie na wysokości ulicy Starej Kłodnickiej powstały dwupiętrowe bloki – przeważnie dla rodzin kolejarzy.
W rejonie ulicy Kłodnickiej w czasach Polski Ludowej do lat 80. XX wieku działała Spółdzielnia Pracy „Barwinit”, a następnie Przedsiębiorstwo Państwowe „Mikrogran”.

## Obiekty zabytkowe i historyczne
- Willa w ogrodzie (ul. Kłodnicka 7) – z lat 20.–30. XX wieku w stylu modernizmu[34]; jest to obiekt murowany z cegły i tynkowany, dwukondygnacyjny, zwieńczony dachem mansardowym krytym dachówką; willa posiada takie detale, jak szczyty, ryzalit i tarasy[35],
- Willa (ul. Kłodnicka 9c) – z lat 30. XX wieku, w stylu funkcjonalizmu; jest to obiekt murowany z cegły i tynkowany, dwukondygnacyjny, zwieńczony dachem dwuspadowym naczółkowym[35],
- Dom (ul. Kłodnicka 27) – z początku XX wieku, w stylu historyzmu ceglanego prostego; jest to obiekt murowany z cegły, jednokondygnacyjny, zwieńczony dachem dwuspadowym[35]; wtórnie przebudowany,
- Willa w ogrodzie (ul. Kłodnicka 38) – z lat 30. XX wieku, w stylu funkcjonalizmu[36],
- Willa w ogrodzie (ul. Kłodnicka 40) – z lat 30. XX wieku, w stylu funkcjonalizmu[34]; jest to obiekt murowany z cegły i tynkowany, dwukondygnacyjny, zwieńczony płaskim dachem; ma takie detale, jak ryzalit czy taras[37],
- Willa w ogrodzie (ul. Kłodnicka 42) – z lat 30. XX wieku w stylu funkcjonalizmu[34]; jest to obiekt murowany z cegły i tynkowany, trójkondygnacyjny, zwieńczony dachem czterospadowym; posiada półkolisty przeszklony ryzalit, balkony, podcienia i koliste otwory okienne[37].

## Gospodarka i instytucje
W połowie listopada 2023 roku w systemie REGON zarejestrowanych było około 110 działalności gospodarczych z siedzibą przy ulicy Kłodnickiej, w tym m.in.: sklepy wielobranżowe, gabinety medyczne, agencja ubezpieczeń, kancelarie adwokackie i radców prawnych, firma szkoleniowa, przedsiębiorstwa handlowo-usługowe, fundacje i stowarzyszenia, pralnia, biuro podróży i inne.
Wierni rzymskokatoliccy mieszkający przy ulicy Kłodnickiej przynależą do parafii Najświętszych Imion Jezusa i Maryi.